# رائول (وقایع‌نگار)

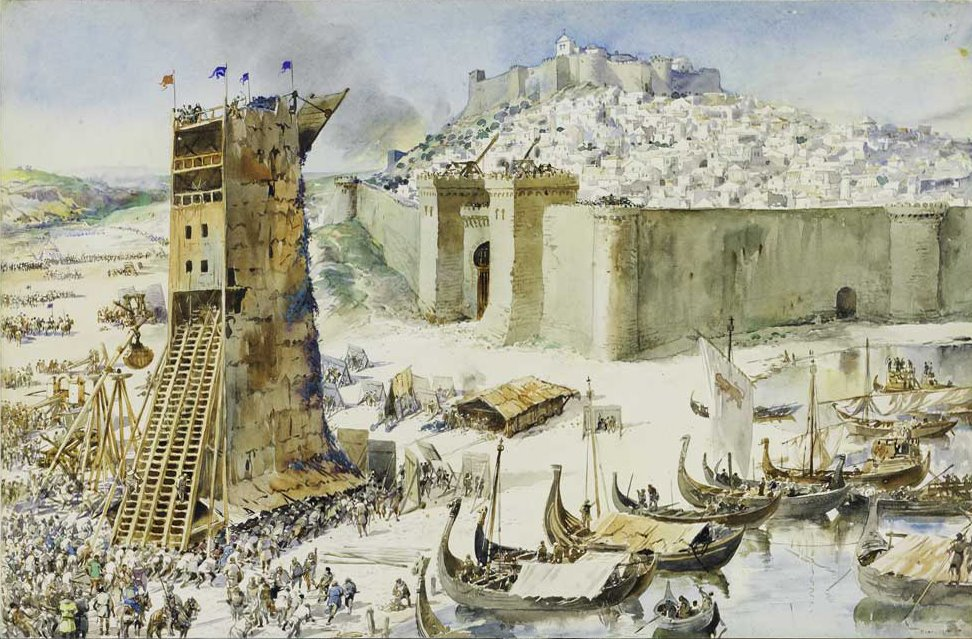
نگاره‌ای از آلفردو گامیرو که که آن را براساس کتاب دی اکسپوناچونه لیکسبونایسه نوشته رائول ترسیم کرده است.

رائول (انگلیسی: Raol)، وققایع‌نگار و کشیش آنگلونورماندی و از شاهدان عینی تسخیر شهر لیسبون است که در اکتبر ۱۱۴۷ رخ داد. اثر وی با عنوان دی اکسپوناچونه لیکسبونایسه (فتح لیسبون؛ De expugnatione Lyxbonensi)، مهم‌ترین منبع دربارهٔ فتح آن شهر و یکی از منابع اصلی مراحل آغازین جنگ صلیبی دوم و پیامدهای آن به زبان لاتین است. در واقع وی گزارش خود را از جنگ صلیبی دوم را برای کشیشی به نام اسبرت باودسی (Osbert of Bawdsey) از اهالی انگلستان نگاشته‌است.
وی در این کتاب نحوه فتح و بازپس‌گیری شهر لیسبون توسط آلفونس یکم، پادشاه پرتغال، از مسلمانان را در جریان بازپس‌گیری اندلس شرح می‌دهد. همچنین وی در این کتاب به نحوه سفر دریایی صلیبیون و عملیات نظامی آنها در دریا و محاصره در جنگ و روابط دیپلماتیک طرفین توجه و علاقه وافری نشان داده‌است. رائول در این اثر تفاسیری را در توضیح دلایل پیروزی در ایبری و چرایی شکست در شرق آورده است. و در آخر از اهداف و آرمان‌های جنگ صلیبی و جنگ مقدس نیز اطلاع می‌دهد.